# Риби (сузір'я)

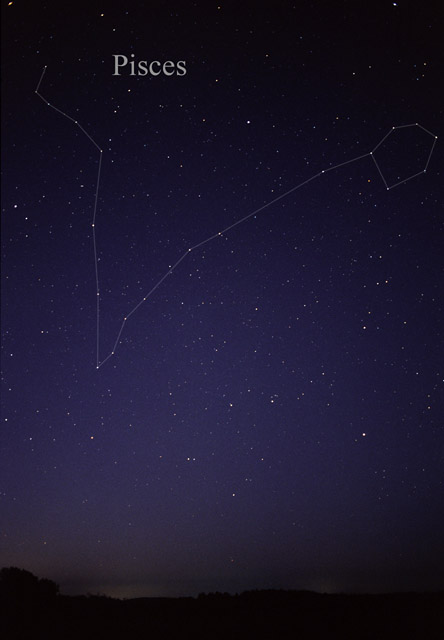
Риби неозброєним оком.

Ри́би (лат. Pisces) — зодіакальне сузір'я. Умовно поділяють на «північну Рибу» (під Андромедою) і «західну Рибу» (між Пегасом і Водолієм).

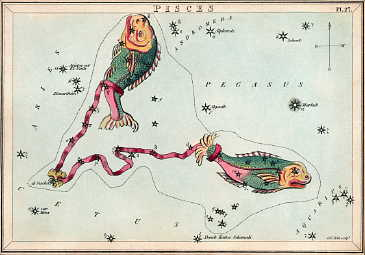
Сузір'я Риб із «Дзеркала Уранії», набору тематичних карток опублікованого в Лондоні, бл. 1825

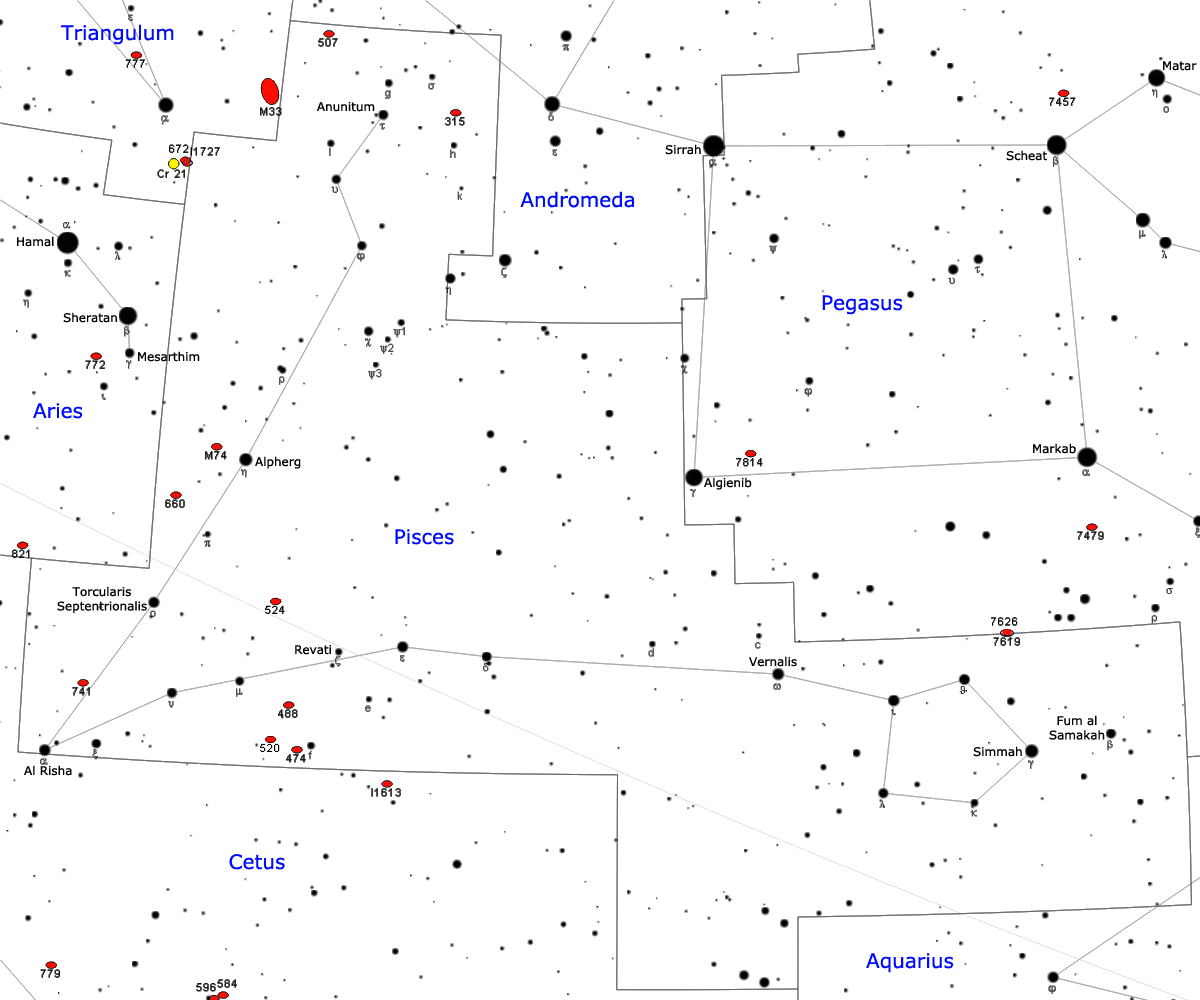
Сузір'я Риб докладно

У Рибах знаходиться точка весняного рівнодення. Сонце проходить через сузір'я Риб з 12 березня по 18 квітня.
Найкращі умови для спостереження у листопаді — грудні.

## Історія
Відоме з стародавніх часів. Включене до каталогу зоряного неба Альмагест давньогрецьким астрономом Птолемеєм у II столітті.

## Зорі
Зоря Альфа Риб має арабську назву Альріша (мотузка). Це візуальна подвійна зоря, розташована у південно-західному кутку сузір'я.
У 2° на південь від δ Риб розташовується Зоря ван Маанена, найближчий до нас білий карлик. Відстань 13,8 світлових років.
Від зорі ζ Зета Риб (санскрит — Реваті) починається відлік сидеричного зодіаку.
У західній частині сузір'я міститься темно-червона зоря TX Риб — одна з найяскравіших вуглецевих зір.

## Об'єкти далекого космосу
У Рибах знаходиться спіральна галактика М74.